# Maringais
Maringais (finska: Marinkainen) är en tätort (finska: taajama) i Karleby stad (kommun) i landskapet Mellersta Österbotten i Finland. Vid tätortsavgränsningen den 31 december 2021 hade Maringais 566 invånare och omfattade en landareal av 3,56 kvadratkilometer.